# Leeds (Alabama)
Leeds is een plaats (city) in de Amerikaanse staat Alabama, en valt bestuurlijk gezien onder Jefferson County en Shelby County en St. Clair County.

## Demografie
Bij de volkstelling in 2000 werd het aantal inwoners vastgesteld op 10.455.
In 2006 is het aantal inwoners door het United States Census Bureau geschat op 11.092, een stijging van 637 (6,1%).

## Geografie
Volgens het United States Census Bureau beslaat de plaats een oppervlakte van
58,3 km², waarvan 57,9 km² land en 0,4 km² water. Leeds ligt op ongeveer 213 m boven zeeniveau.

## Plaatsen in de nabije omgeving
De onderstaande figuur toont de plaatsen in een straal van 16 km rond Leeds.

## Geboren
- Charles Barkley (20 februari 1963), basketballer